# Варан (бронетранспортер)
«Варан» — український бронетранспортер, докорінна модернізація БТР-70. Розроблений НВК «Техімпекс».
«Варан» отримав бронекорпус нового дизайну, а також суттєву зміну компоновки — двигун розташований в передній частині, з'явилася апарель для десанту у кормі.

## Історія

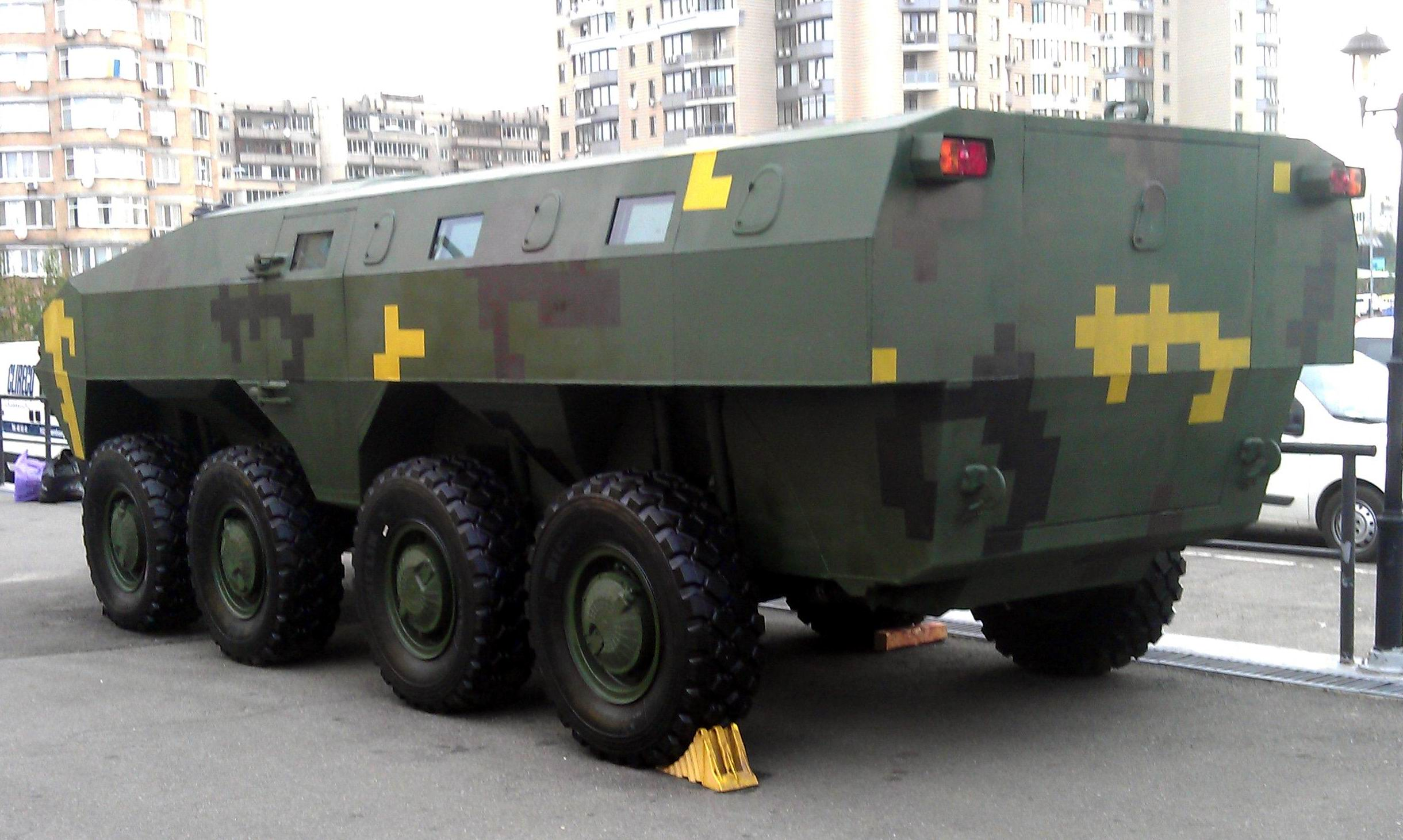
БТР «Варан»

Компанія «Техімпекс» представила макет бронетранспортера «Варан» в 2015 році на виставці Зброя та безпека 2015. Дослідний зразок разом з усією технічною документацією компанія планувала представити до кінця 2016 року.
У квітні 2018 року виставлявся в Індії на Defexpo India 2018. А на осінній виставці Зброя та безпека 2018 року було представлено вже ходовий зразок, а не макет.

## Конструкція
«Варан» отримав бронекорпус нового дизайну. На відміну від БТР-70, у якого двигун був розташований у задній частині, двигун у «Варана» розміщений спереду. Внаслідок зміни компоновки, десантне відділення отримало на 35 % більше корисного внутрішнього об'єму, а також з'явилася можливість здійснювати посадку і висадку бійців через відкидну апарель у кормовій частині. Ця компонувальна схема застосовується в більшості БТР, які стоять на озброєнні сучасних армій світу.
Габарити залишились практично як у БТР-70, тільки «Варан» дещо вищий: 2650 мм проти 2320 мм.

### Двигун і трансмісія
Бронетранспортер оснащений дизельним двигуном Deutz потужністю 320 к.с., на відміну від двох бензинових двигунів БТР-70, що мали сумарну потужністю 240 к. с. Машина оснащується автоматичною коробкою передач Allison, новою роздавальною коробкою, двома водометами з гідравлічним приводом. Новий двигун та трансмісія забезпечують кращі динамічні характеристики бойової машини та зменшення експлуатаційних затрат.

### Озброєння
Бронетранспортер «Варан» може бути оснащений різними видами озброєння. На 2015 рік розглядалися два варіанти: бойовий модуль «Штурм» або «Парус», обидва з автоматичною гарматою калібру 30 мм.

## Модифікації
БТР «Варан» може виготовлятися в різних комплектаціях:
- бойова машина
- машина управління
- машина зв'язку
- медична машина
- ремонтно-евакуаційна машина.

## Оцінки
Станом на 2018 рік, жодних згадок про постачання його бойових моделей для потреб Збройних сил України чи на експорт не було. Інформація про використання в бойових умовах відсутня.
За оцінками видання depo.ua, в ЗСУ вирішили зробити ставку на БТР-3Е1 і БТР-4 «Буцефал», які виготовляє держконцерн «Укроборонпром», а «Варан» є прямим конкурентом саме цим моделям бронетранспортерів.

## Галерея

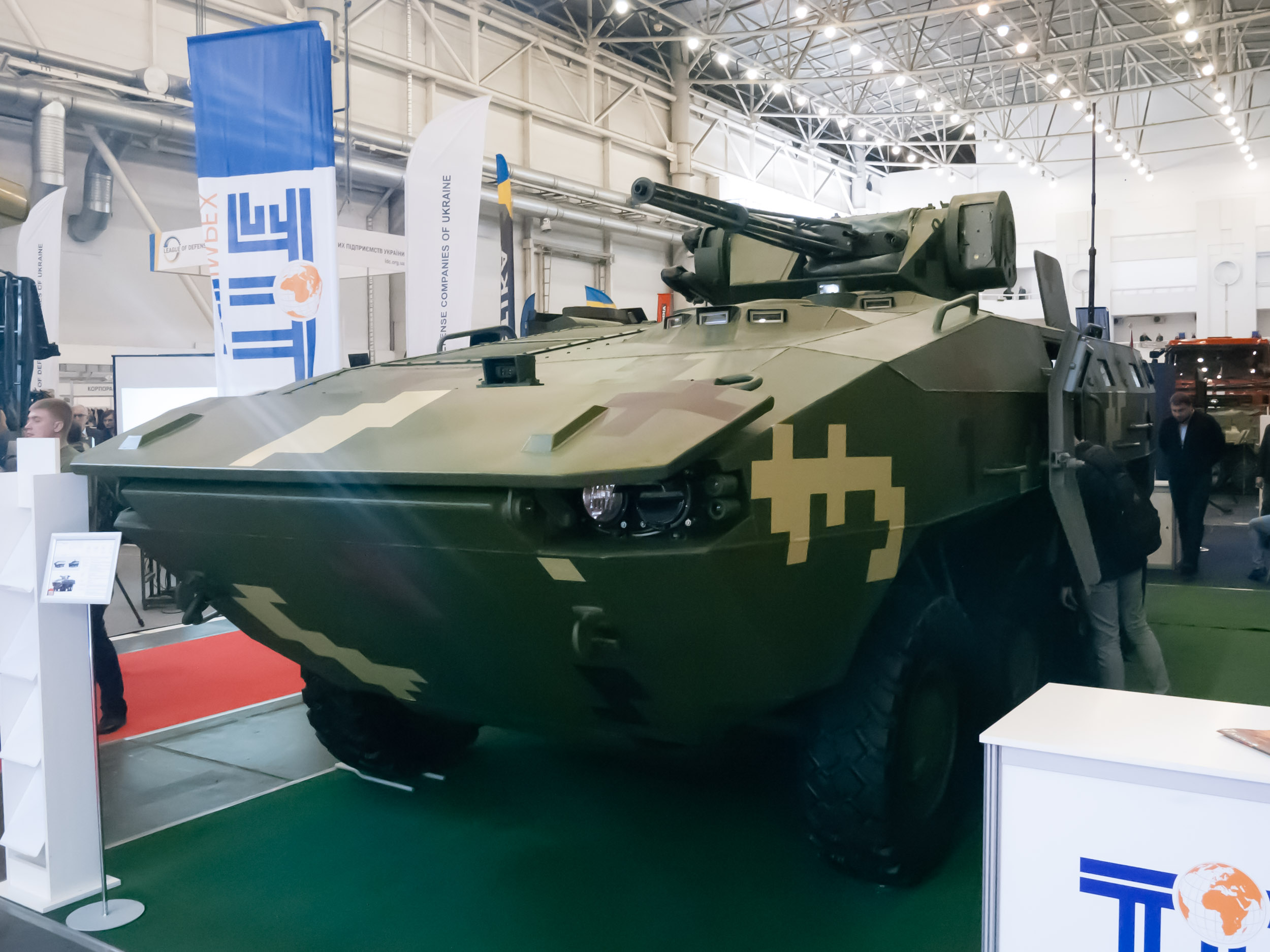
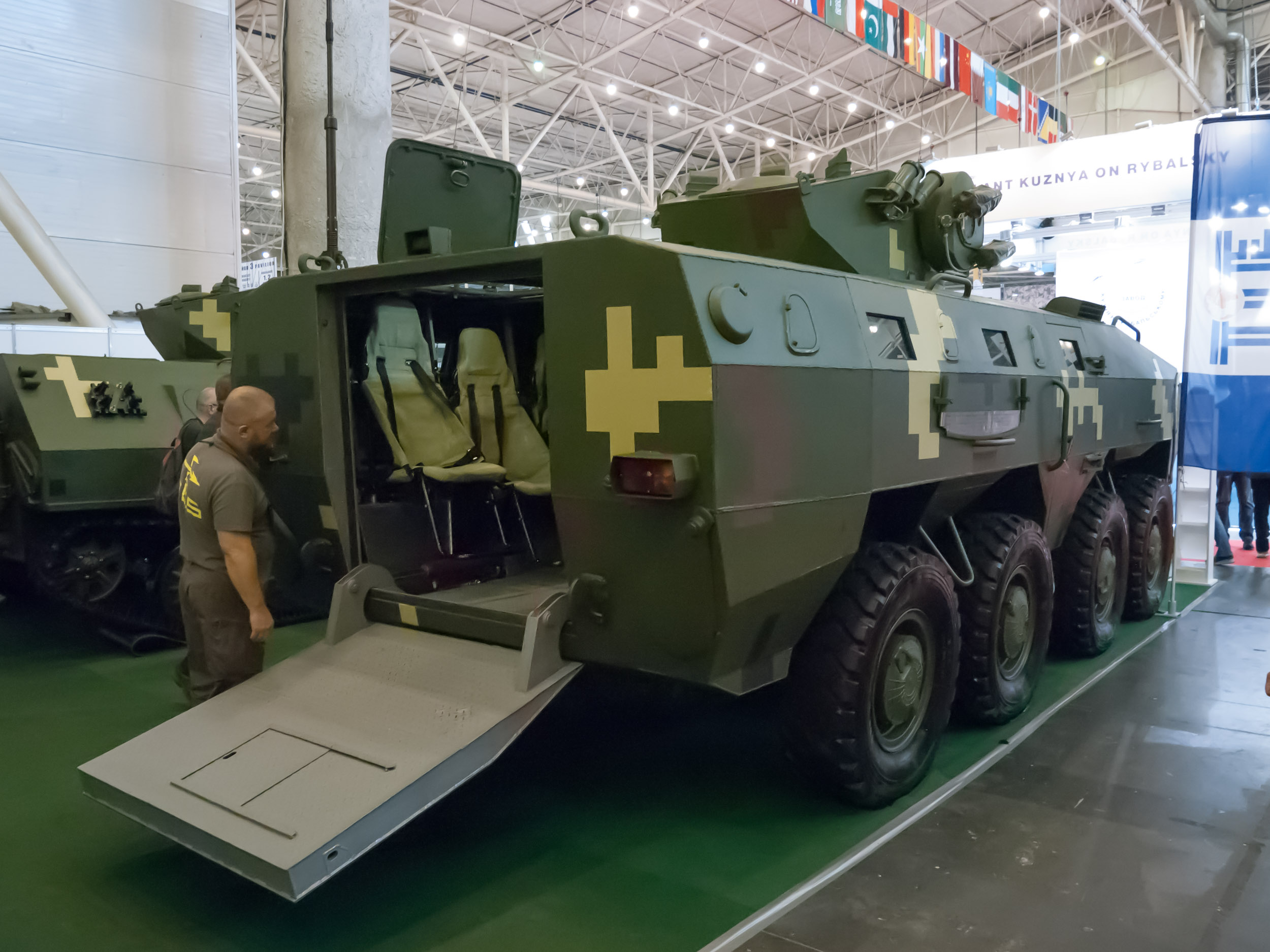
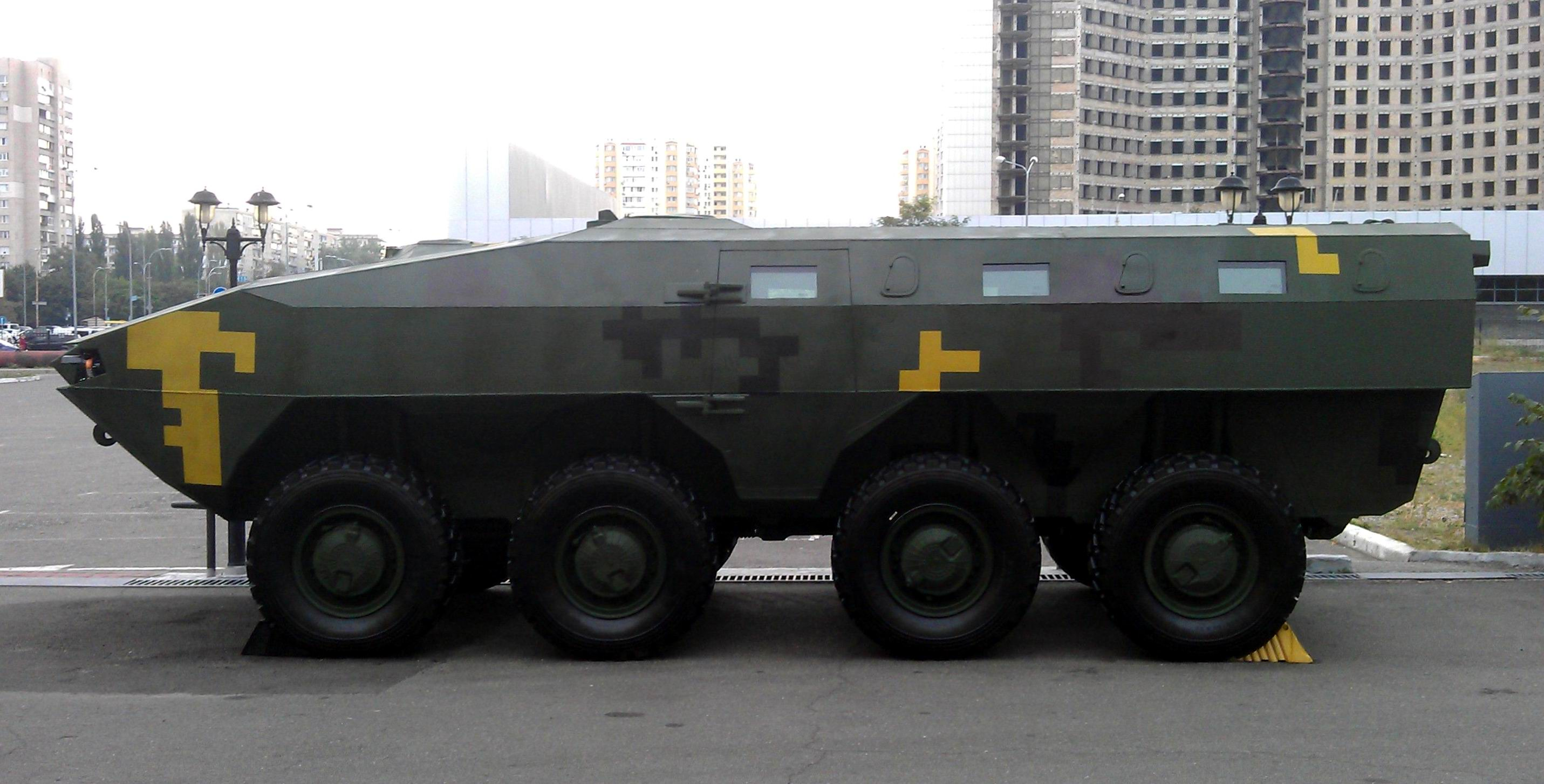
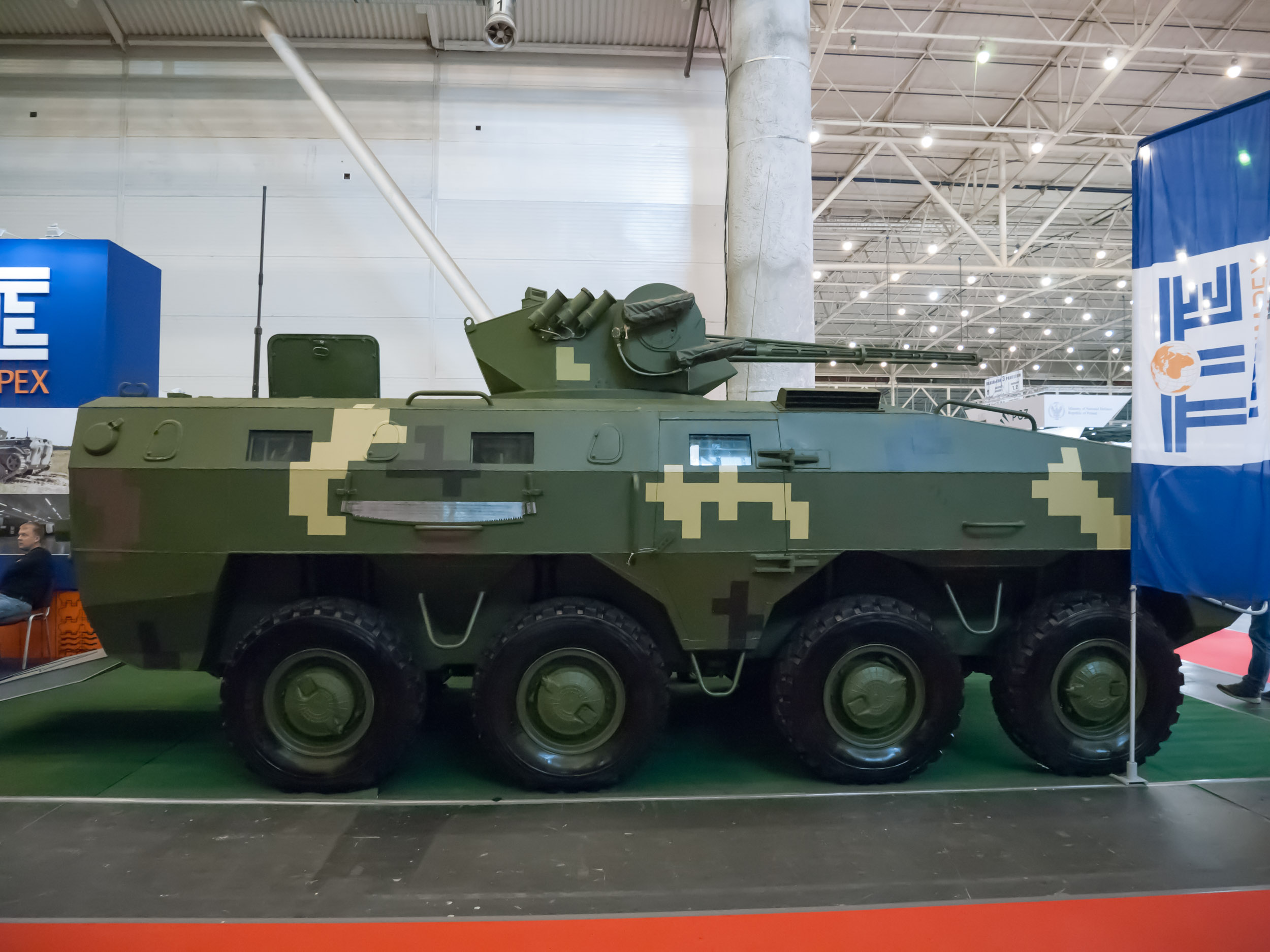